# Papyrus Jarf A und B
Papyrus Jarf A und B sind Fragmente von altägyptischen Papyri, die 2013 vor höhlenartigen Galerien im Wadi al-Garf gefunden wurden. Sie datieren unter König Cheops (etwa 2620 bis 2580 v. Chr.). Es handelt sich um die ältesten erhaltenen und beschriebenen Papyri. Sie sind darüber hinaus deshalb von besonderem Interesse, da es sich um das Logbuch eines Arbeitstrupps handelt, der Steine für den Bau der Cheopspyramide herbeischaffte. Es sind bisher die einzigen erhaltenen Dokumente, die vom Bau der größten Pyramide stammen.
Die hieratisch (die Kursive der Hieroglyphen), aber auch mit Hieroglyphen beschriebenen Fragmente decken einen Zeitraum von etwa fünf Monaten (Juli bis November) im 26. Regierungsjahr von König Cheops ab. Die häufigste genannte Person ist der Inspektor (sḥḏ) Merer, der eine Gruppe von Arbeitern leitete, die Steine von dem Steinbruch Tura (südlich von Kairo) nach Gizeh schiffte. Innerhalb von zehn Tagen gab es im Schnitt zwei bis drei Fahrten zwischen Tura und Giza. Die Texte sind alle nach demselben Schema aufgebaut. Ganz oben befindet sich eine horizontale Textzeile mit der Angabe der Jahreszeit und des Monats. Darunter befindet sich eine weitere horizontale Textzeile mit einer Liste der einzelnen Monatstage. Unter jedem Tag befinden sich zwei vertikale Kolumnen mit Angaben, was an diesem Tag geschehen ist: (Papyrus B Abschnitt B I): Tag 29: Inspektor Merer verbringt den Tag mit seiner Truppe um Steine zu ziehen in Tura-Süd. Verbringen der Nacht in Tura-Süd. (Papyrus B Abschnitt B IV): Tag 22: Verbringen der Nacht in Ro-Sche-Chufu. Am Morgen los segeln von Ro-Sche-Chufu, nach Achet-Chufu, verbringen der Nacht bei den Kapellen von Achet-Chufu.
Die transportierten Steine wurden wahrscheinlich für die heute vollkommen verschwundene Außenverkleidung der Pyramide genutzt.
Neben Merer werden noch andere Personen im Papyrus genannt. Hier vor allem Anchhaf, der als hoher Beamter von seinem Grab bekannt ist und der im Papyrus als Verantwortlicher für den Hafen von Giza erscheint. Er wird im Papyrus B als Iripat, aber auch als Vorsteher von Ra-schi-Chufu bezeichnet.
Mehrere Ortschaften werden im Text genannt. Tura-Nord und Tura-Süd sind die Steinbrüche, in denen Kalkstein gebrochen wurde. Achet-Chufu (Horizont des Cheops) ist der Name der Cheopspyramide. Ra-schi-Chufu war der Hafen bei der Cheopspyramide. Hier kamen die Schiffe an, um die Steine abzuladen. Chemu-em-Achet-Chufu (Kapellen in Achet-Chufu) wird nur einmal genannt. Hier übernachtete die Truppe. Es scheint ein Teil des königlichen Pyramidentempels gewesen zu sein.